# Dyna-Soar

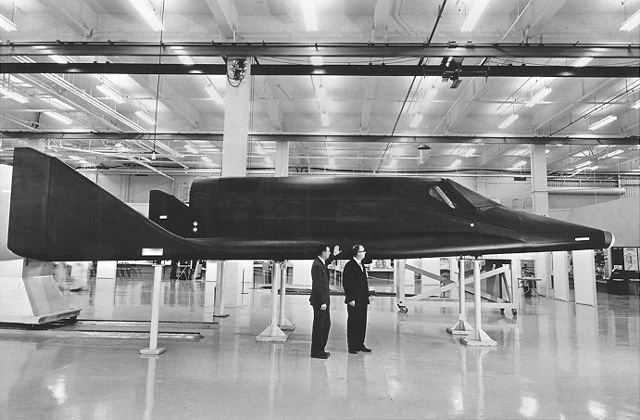
USAF-Mockup des X-20 Dyna-Soar

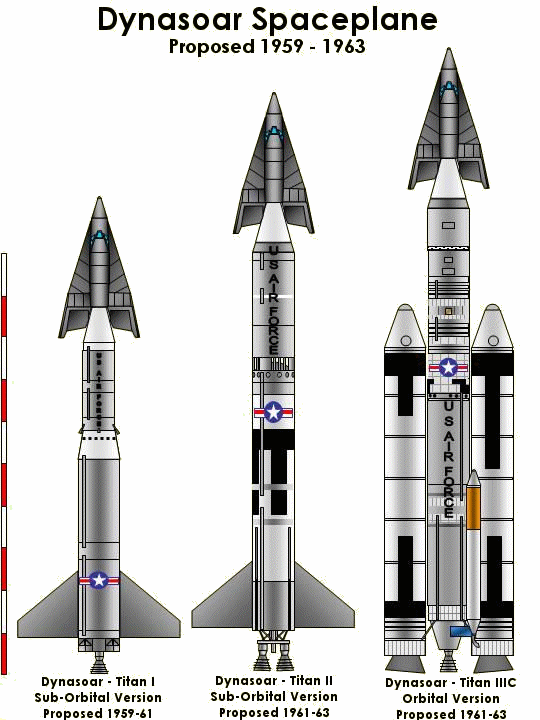
Vorschläge einer Trägerrakete für Dyna-Soar

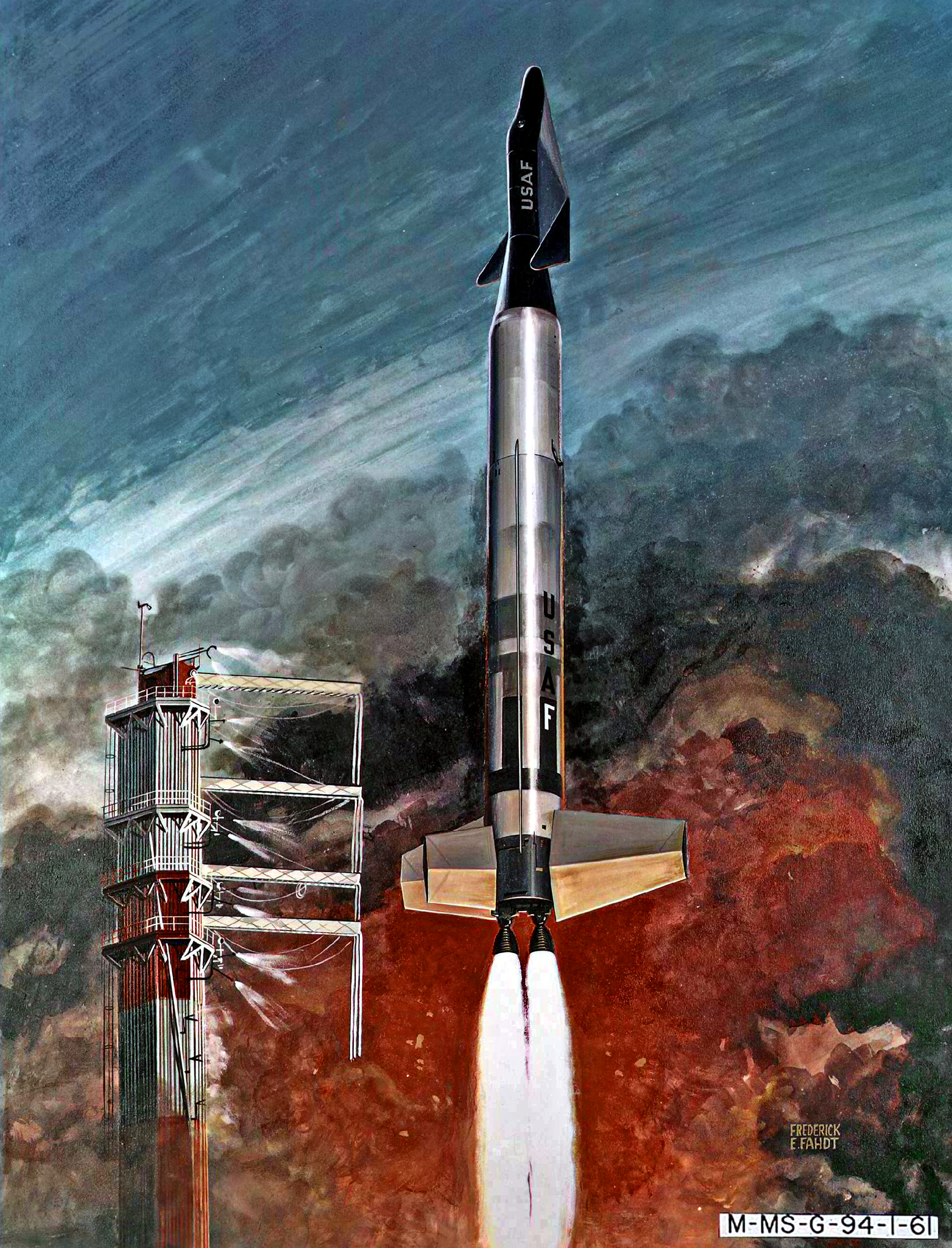
Künstlerische Darstellung des Dyna-Soar auf einer Titan-II-Rakete

Dyna-Soar (abgeleitet von englisch dynamic soaring ‚dynamischer Gleitflug‘, ausgesprochen wie dinosaur ‚Dinosaurier‘) war ein Projekt der US Air Force (USAF) mit dem Ziel, einen Raumgleiter zu entwickeln, der sowohl als Aufklärer und Bomber als auch für Rettungseinsätze, Satelliten- oder Raumstationswartung oder -erweiterung und Sabotage feindlicher Satelliten hätte genutzt werden können. Der auch als X-20 bezeichnete, 10,77 Meter lange und 6,34 Meter breite Flugkörper sollte eine Besatzung von einem Mann haben. Als Trägerrakete für orbitale Flüge war eine Titan III vorgesehen. Die Trägerrakete sollte den Raumgleiter auf 160 km Höhe transportieren.

## Geschichte

### Vorgängerprogramme
Im April 1952 schlug Walter Dornberger, damals bei der Bell Aircraft Corporation tätig, das Konzept eines bemannten suborbitalen Bombers unter dem Namen BoMi (Bomber Missile) vor. Grundlage waren die Entwürfe aus den späten 1930ern für den Silbervogel, die ihm aus seiner Zeit als Leiter des deutschen Raketenwaffenprogramms bekannt waren.
Das Konzept wurde in den nächsten Jahren in drei ähnlichen Programmen weiterverfolgt: Hywards, Brass Bell und RoBo (Rocket Bomber). Hywards sollte verschiedene Flugsysteme bei Hyperschallgeschwindigkeit und den Wiedereintritt in die Erdatmosphäre testen, Brass Bell sollte Fernaufklärungsmissionen fliegen und RoBo war eine Sammlung von Konzepten verschiedener Unternehmen für einen nuklearen Bomber.

### Frühe Entwicklung
Am 10. Oktober 1957 wurden diese drei Projekte zum Dyna-Soar-Programm zusammengelegt. Mitte Juni 1958 gab die Luftwaffe den Vertrag mit Boeing und Lockheed Martin bekannt sowie eine Finanzierung von etwa 150 Millionen Dollar für den ersten Prototyp. Ab November 1958 beteiligte sich auch die NASA an der Entwicklung.
Die Planung der Testflüge im Jahr 1960 sah zuerst Höhenabwürfe durch B-52-Bomber vor. Danach hätten fünf unbemannte sub-orbitale Flüge stattfinden sollen, gefolgt von elf bemannten Flügen, bei welchen vorerst Sensoren, Navigation, aber auch schon Rendezvous-Systeme erprobt worden wären, danach weitere militärische Systeme sowie eine Satelliteninspektion. Das Programm sollte in drei Stufen durchgeführt werden, einem Rettungsgleiter (Dyna-Soar I), einem Aufklärungsgleiter (Dyna-Soar II) und einem strategischen Bomber (Dyna-Soar III). Erste Gleitflüge für Dyna-Soar I sollten 1963 durchgeführt werden, der strategische Bomber Dyna-Soar III sollte 1974 voll funktionsfähig sein.

### Neuorientierung
Bis 1961 beanspruchte die Air Force die Führung des amerikanischen Weltraumprogramms. Sie rückte aber bis zu diesem Zeitpunkt wesentlich von der noch 1958 beabsichtigten Stationierung von Waffen ab und 1962 war vor dem US-Kongress von verbesserter Zusammenarbeit mit der NASA und einer friedlichen Nutzung des Weltraums die Rede, für die sich Präsident Eisenhower schon 1958 ausgesprochen hatte; eine Verwendung als Bomber war damit schon zu jenem Zeitpunkt obsolet.
Ab Februar 1962 kam es zu einer Neuorientierung weg von einem operationellen System zu einem Versuchsprogramm und zur offiziellen Umbenennung des Programms in X-20. Das Problem der zuvor nicht wirklich definierten (militärischen) Mission verlagerte sich dabei auch in ein Größenproblem, da die Dimensionen zur Versorgung einer Raumstation sehr knapp schienen. So stellte sich mehr und mehr die Frage, ob das Geld richtig ausgegeben würde. Am 20. September 1962 wurde zum Jahresbericht der Air Force die Zusammenarbeit mit der NASA (wie im Projekt X-15) und der Forschungsschwerpunkt betont, weg von einem spezifisch militärischen Potenzial. Im September 1963 wurden bei einem Wiedereintrittstest neuartige Materialien und Legierungen getestet.

### Einstellung
Das Projekt wurde 1963, nachdem es 660 Millionen US-Dollar gekostet hatte, beendet, da alle Raumfahrtkapazitäten im Mondlandeprogramm, respektive dem zur Vorbereitung dienenden Gemini-Programm zusammengeführt werden sollten. Die Ergebnisse des Programms sind in den 1970ern in das Space-Shuttle-Programm eingeflossen.
Die US Air Force begann ihrerseits mit den Arbeiten am Manned Orbiting Laboratory (MOL).

## Astronauten

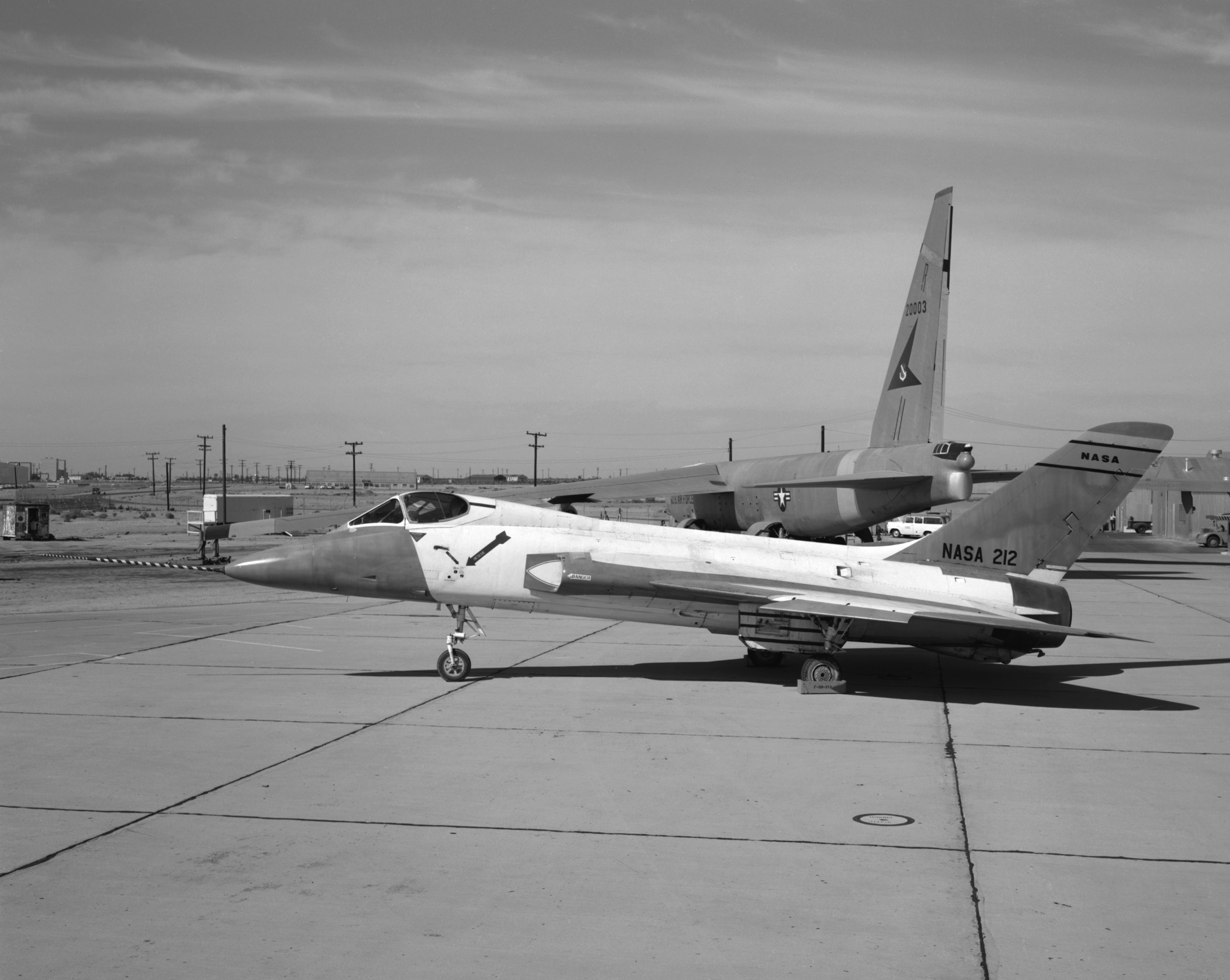
Douglas Skylancer der NASA mit Einbauten zur Simulation des Sichtfeldes aus der X-20

Insgesamt acht Astronauten waren für das X-20-Projekt vorgesehen.
- Neil A. Armstrong (NASA) 1960–62, erprobte unter anderem mit einer Douglas Skylancer der NASA ein Rettungsprozedere während der Startphase.[1]
- Albert H. Crews, Jr. (Air Force) 1962–63
- William H. Dana (NASA) 1960–62
- Henry C. Gordon (Air Force) 1960–63
- William John Knight (Air Force) 1960–63
- Russell L. Rogers (Air Force) 1960–63
- Milton O. Thompson (NASA) 1960–63
- James W. Wood (Air Force) 1960–63

Armstrong wechselte zum NASA-Astronautenprogramm, Crews zum MOL-Projekt und Dana, Knight und Thompson zum X-15-Projekt.

## Geplante Dyna-Soar-I-Flüge
- Dyna-Soar 1 – Januar 1966, unbemannt
- Dyna-Soar 2 – April 1966, unbemannt
- Dyna-Soar 3 – Juli 1966, 1 Erdumkreisung, 1 Astronaut: James Wood
- Dyna-Soar 4 – Oktober 1966, 1 Erdumkreisung, 1 Astronaut
- Dyna-Soar 5 – März 1967, 1 Erdumkreisung, 1 Astronaut
- Dyna-Soar 6 – Mai 1967, 1 Erdumkreisung, 1 Astronaut
- Dyna-Soar 7 – Juli 1967, 1 Erdumkreisung, 1 Astronaut
- Dyna-Soar 8 – September 1967, 1 Erdumkreisung, 1 Astronaut
- Dyna-Soar 9 – Dezember 1967, mehrere Erdumkreisungen, 1 Astronaut
- Dyna-Soar 10 – März 1968, mehrere Erdumkreisungen, 1 Astronaut